# Koczubiej (Dagestan)
Koczubiej (ros. Кочубей) – wieś w Rosji, w Dagestanie, w rejonie tarumowskim. W 2010 liczyła 7272 mieszkańców.